# Trichonta lyrica
Trichonta lyrica är en tvåvingeart som beskrevs av Gagne 1981. Trichonta lyrica ingår i släktet Trichonta och familjen svampmyggor. Inga underarter finns listade i Catalogue of Life.